# Prostituição em Cabo Verde
A prostituição em Cabo Verde é um fato recorrente e licito. Não há leis contra a prostituição nas ilhas de Cabo Verde, exceto as relacionadas ao tráfico e prostituição infantil.Segundo a UNAIDS, estima-se que existam cerca de 1400 prostitutas em Cabo Verde. Muitas delas eram de Gana e Senegal, antes de serem expulsas pela polícia. Algumas delas acabam voltando para a prostituição devido a pobreza.
O turismo sexual, incluindo também o turismo sexual infantil, é uma das maiores ocorrências em Cabo Verde, especialmente em Santa Maria e nos balneários turísticos da ilha do Sal.  As ilhas
são um destino para o turismo sexual feminino. 
O tráfico sexual e a prostituição são um dos grandes problemas em Cabo Verde.

## Tráfico sexual
O tráfico sexual e a prostituição são um dos grandes problemas em Cabo Verde. A República de Cabo Verde é o destino do tráfico sexual de crianças e mulheres em situação de prostituição forçada. Meninos e meninas, alguns deles estrangeiros, são explorados no tráfico sexual e turismo sexual infantil em Santa Maria, Praia e Mindelo. Um número crescente de mulheres da África Ocidental foi identificado na prostituição forçada através do turismo sexual, inclusive nas ilhas Boa Vista e Sal. 
Em 2016, o governo aumentou os esforços de aplicação da lei contra o tráfico, mas as lacunas ainda permanecem. O código penal parece proibir todas as formas de tráfico de pessoas. O Artigo 271 criminaliza a escravidão e prescreve penas suficientemente rigorosas de 6 a 12 anos de prisão. O Artigo 271-A torna crime o uso da força, fraude ou coerção para fins de exploração sexual ou laboral e prescreve penas de 4 a 10 anos de prisão. Quando a vítima é menor de idade, ou seja, 16 anos, definido em partes do código criminal, a pena aumenta para 6 a 12 anos de prisão. Além do artigo 271-A, o artigo 148 do código penal proíbe a promoção, o incentivo ou a facilitação da prostituição e atos sexuais com menores de 16 anos de idade ou pessoas que sofrem de incapacidade mental, com penas de prisão de 4 a 10 anos, ou de 2 a 6 anos, se a vítima tiver entre 16 e 18 anos. Além disso, o artigo 149 penaliza aqueles que seduzem, transportam, hospedam ou recebem crianças menores de 16 anos ou promovem as condições para atos sexuais ou prostituição em um país estrangeiro, com pena de 2 a 8 anos de prisão.
O Gabinete do Departamento de Estado dos Estados Unidos para Monitorar e Combater o Tráfico de Pessoas classifica Cabo Verde como um país de "Nível 2".